# Chionaema fasciculata
Chionaema fasciculata är en fjärilsart som beskrevs av Walker 1856. Chionaema fasciculata ingår i släktet Chionaema och familjen björnspinnare. Inga underarter finns listade i Catalogue of Life.